# Finští křesťanští demokraté
Finští křesťanští demokraté (finsky Suomen kristillisdemokraatit, KD) je finská politická strana vzniklá v roce 1958 především odchodem části členů Národní koaliční strany jako tzv. Finská křesťanská liga (Suomen Kristillinen Liitto, SKL). Jedná se o menší uskupení zastupující zejména aktivní věřící finské evangelické církve, jehož podpora se pohybuje v rozmezí 3-5 %.
Strana se profiluje jako sociálně konzervativní a klade si za cíl hájit křesťanské hodnoty ve veřejném životě. Vystupuje proti jevům, které podle ní ohrožují tradiční morálku finské společnosti jako jsou např. pornografie, prostituce či rozpady rodin. Právě její důraz na sociálně-etické otázky jí odlišuje od většiny dalších finských uskupení a výrazně snižuje její koaliční potenciál. V ostatních otázkách se ale příliš neliší od ostatních finských politických stran, protože prosazuje sociálně tržní ekonomiku, ochranu lidských práv či opatření na ochranu životního prostředí.
Na rozdíl od většiny křesťanskodemokratických stran v zemích s katolickou tradicí zaujímají finští křesťanští demokraté mnohem euroskeptičtější postoje.